# 結城るみな
結城 るみな（ゆうき るみな、1995年4月25日 - ）は、日本のAV女優。R project所属

## 略歴

### ミスコングランプリ
東京都出身で、学習院女子中・高等科を経て学習院大学を中退した。AVデビュー時は大学卒業と称した。大学3年時に「ミス学習院コンテスト2016」でグランプリとなる。2016年4月から2017年3月まで「浅蔵小百合（あさくら さゆり）」の芸名 で芸能プロダクション・オフィス彩に所属した。

### AVデビュー
2020年2月にMGS動画「シロウトTV」にタレント・るみなとして出演する。AVメーカーのプレステージから「結城るみな」名義でデビューすることが同年2月20日に発表された。
週刊ポスト（小学館）の2020年3月20日号で初グラビアが掲載される
デビュー以来プレステージ系列から作品を発売し、4作目からプレステージ専属女優となる。月刊FANZA発表「このAV女優がすごい!2020夏」新人部門で4位となる。
バンド「ねことネコ」のメンバー“あちゃ”（ボーカル・キーボード）としても活動した。
アサヒ芸能調べ（FANZA協力）2020年AV年間販売ランキングで、デビュー作が年間13位にランクインした。

### 逮捕以後
2021年9月20日に家宅捜索で覚醒剤を発見され、覚醒剤取締法違反で逮捕された。のちに懲役2年、執行猶予3年と判決された。裁判で漫画家の真鍋昌平が情状証人となった。事件以降、撮影済の作品は発売し、継続して事務所に所属するが、AV女優としての活動は休止する。
2021年12月25日に約3か月ぶりでTwitterを更新し、罪を償う旨を記した自筆を公開した。
2022年2月にNEWSポストセブン、3月に実話ナックルズ、4月にデイリー新潮、それぞれのインタビューを受け、AVデビュー前に交際男性から煙草と偽って渡されたものが大麻だったことなど、事件に至るまでの経緯について明らかにした。事件前の特徴だったロングヘアーは事件後に30センチ切った。反省の意味と、薬は髪の毛に残ると聞いたためとしている。今後は女優復帰を目指しつつ、インタビューに答えるなど薬物に関して啓蒙活動を志す。

## 人物
- 裕福な家庭に育ち[17]、幼少時からピアノや日舞など様々習い事をした[17]。もともと芸能界に憧れていたが、高校までは芸能活動が禁止され、大学時代から舞台などに出演した。モデルやミスキャンパスも活動の幅や経験だと思い挑戦した[19]。ミスコングランプリとなるが芸能活動では足かせになった、とのちにインタビューで語る[17]。
- AV出演のきっかけは「元カレへの復讐」とも報道されたが、週刊文春のインタビューでは「ウソ」「私がやった炎上商法の一つ」[5]、週刊プレイボーイでのインタビューでは「半分は冗談」としている[19]。
- デビュー作のパッケージとミスキャンパス時代の写真、本名をリツイートしたことをきっかけにTwitterフォロワーが5万5000人を超え5万以上の「いいね」がついた。個人情報を特定されることはデビューを決めた時点で覚悟しており、より有名になりたい気持ちのほうが上回っての行動だった[19]。ライターの鴨居理子はこれらの行動を「とにかく型破り」と記述している。当該のツイッターアカウントは2020年3月25日時点で凍結され、新アカウントを使用している[19]。
- 同じAV女優の七ツ森りりは、学校は違うが中学生時代からの友人である[20]。
- 事件後は一人暮らしから実家に戻り、生活の乱れを正した。覚せい剤は「『使ってみたい気持ちがゼロだ』というと嘘になる」、フラッシュバックなどを抑えるため、精神科へ2週に1回、カウンセリングへ月2回通い、睡眠薬などの処方薬を服薬している[15]。取材したノンフィクション作家の酒井あゆみは「社会復帰はまだ遠そう」と記述している[17]。

## 出演

### 映画
- あなたが響く（2016年、監督:たかはしそうた）‐ 「スミレ」役[21]

### ウェブテレビ
- ABEMA的ニュースショー（2020年3月22日,6月14日、AbemaTV）[22][23]

### テレビ
- じっくり聞いタロウ～スター近況(秘)報告（2020年7月2日、テレビ東京）[24]
- ケンコバのバコバコテレビ（2020年7月 - 2021年3月、サンテレビ）
- 初体験の扉 〜閲覧注意!クズ芸人(秘)潜入レポ〜 #1（2020年10月13日、エンタメ〜テレ）[25]
- ケンコバのバコバコナイト（2021年4月 - 9月24日深夜放送回まで、サンテレビ）
- もう!バカリズムさんの超H! 春の特別版 #2（2021年5月31日、フジテレビONE）

### オリジナルビデオ
- 「日本統一」シリーズ（オールインエンターテインメント）[17]
- 農家に嫁いだ女 危険な同居愛（2022年3月2日、発売：ブリーズ、販売：アクセルエー）‐ 彩子役

## 作品

### 配信限定アダルトビデオ
| 発売日        | タイトル | 品番      | メーカー   | 備考       |
| ------------- | --- | --------- | ---------- | ---------- |
| 2020年2月15日 | 【初撮り】【美顔レベルSS級の清楚美女】【桃色性感帯】初撮影に緊張している清楚美女、恥ずかしがり屋の彼女も止まらない快感ピストンに.. ネットでAV応募→AV体験撮影 1185 | SIRO-4100 | シロウトTV | るみな名義 |

### アダルトDVD
プレステージ専属
| 2020年   | 2020年                                                                                  | 2020年  | 2020年 |
| 発売日   | タイトル                                                                                | 品番    | 備考   |
| -------- | --------------------------------------------------------------------------------------- | ------- | ------ |
| 3月20日  | 今期最大の衝撃 ミスキャンパスグランプリ 結城るみな AVデビュー                           | DIC-071 |        |
| 4月24日  | ミスキャンパスグランプリ 濃密ハイレグ性交 衝撃再び!!話題のミスコン女王 第2弾            | AKA-070 |        |
| 5月22日  | 新・絶対的美少女、お貸しします。 96 結城るみな                                          | CHN-186 |        |
| 6月26日  | 天然成分由来 結城るみな汁 120% 66 ミスコン女王専属第1弾。止めどなく溢れるエリート体液!! | ABP-988 |        |
| 8月28日  | 夢の快楽射精 誘惑メンズエステ 01 密着 & 極上テクで焦らしに焦らして骨抜きに!             | ABW-002 |        |
| 9月18日  | 絶対的鉄板シチュエーション 20 結城るみなが贈るとてもHな4シチュエーション                | ABW-010 |        |
| 12月25日 | 結城るみなの極上筆おろし 38                                                             | ABW-039 |        |

| 2021年   | 2021年                                                                                                | 2021年  | 2021年     |
| 発売日   | タイトル                                                                                              | 品番    | 備考       |
| -------- | --- | ------- | ---------- |
| 1月29日  | 顔射の美学 13 結城るみな                                                                              | ABW-051 |            |
| 2月26日  | 人生初・トランス状態 激イキ絶頂セックス 56 未知のテクで感度ブースト!! 美ボディが全身クリトリス化!!    | ABW-060 |            |
| 3月26日  | 超! 透け透けスケベ学園 CLASS 10 結城るみな                                                            | ABW-071 |            |
| 5月14日  | 結城るみな 8時間 BEST PRESTIGE PREMIUM TREASURE vol.1                                                 | PPT-108 | 単体ベスト |
| 5月28日  | 働く痴女系お姉さん vol.14 結城るみな                                                                  | ABW-094 |            |
| 6月25日  | 中出し やりたい放題 9 結城るみな                                                                      | ABW-106 |            |
| 7月30日  | 風俗タワー 性感フルコース3時間SPECIAL ACT.37 結城るみな                                               | ABW-120 |            |
| 8月27日  | なまなかだし 40 結城るみな                                                                            | ABW-132 |            |
| 9月24日  | スポコス汗だくSEX４本番! 体育会系・結城るみな act.28                                                  | ABW-145 |            |
| 10月15日 | 結城るみなの大学性活 妄想SEX三昧3本番!!                                                               | ABW-152 |            |
| 11月26日 | 美少女と、貸し切り温泉と、濃密性交と。 17 結城るみな                                                  | ABW-168 |            |
| 12月17日 | ※胸糞NTR 最悪の鬱勃起映像 幸せを約束した大好きな彼女がおっさんに寝取られて、壊されました。 結城るみな | ABW-178 |            |

### イメージDVD
| 発売日  | タイトル                            | 規格品番  | 規格品番  | メーカー             | 備考             |
| 発売日  | タイトル                            | DVD       | BD        | メーカー             | 備考             |
| 2020年  | 2020年                              | 2020年    | 2020年    | 2020年               | 2020年           |
| ------- | ----------------------------------- | --------- | --------- | -------------------- | ---------------- |
| 2月28日 | 開脚美女子                          | MARAA-073 |           | スパイスビジュアル   | 「橋爪ちさ」名義 |
| 5月21日 | Rumina Sensational queen 結城るみな | REBD-465  | REBDB-451 | REbecca              | [ 27 ]           |
| 2021年  |                                     |           |           |                      |                  |
| 6月18日 | LoveAffair 結城るみな               | SS-025    | SS-025B   | ファインピクチャーズ |                  |

### デジタル写真集
- Amateur No.001 るみな 【本物ミスコン女王 結城るみな】（2020年3月20日、プレステージ出版）
- 週刊ポスト デジタル写真集 ミスキャンパスが脱いだ! 結城るみな（2020年3月23日、小学館、撮影：熊谷貫）
- 超名門私立大学ミスキャンパスグランプリ（2020年4月17日、プレステージ出版）
- Rumina Sensational queen 結城るみな（2020年10月2日、REbecca）
- Luminous 〜ルミナス〜 【グラビア写真集】 結城るみな（2020年12月4日、プレステージ出版、撮影：篠原潔）
- Luminous 〜ルミナス〜 【ヌード写真集】 結城るみな（2020年12月4日、プレステージ出版、撮影：篠原潔）
- Love Affair デジタル写真集 結城るみな（2021年6月25日、ファインピクチャーズ、撮影：SHOOTING STAR）

### 写真集
- Luminous 結城るみな 1st.写真集（2021年2月15日、彩文館出版、撮影：斉木弘吉）ISBN 978-4775606346